# Старостин, Андрей Петрович
Андре́й Петро́вич Ста́ростин (11 [24] октября 1906, Москва — 22 октября 1987, Москва) — советский футболист, защитник. Заслуженный мастер спорта СССР (1940). Чемпион III Летней Рабочей Олимпиады в Антверпене (1937).

## Биография

### Детство
Родился в семье потомственных охотников-егерей. Старшее поколение Старостиных (а также родственных линий Зуевых и Лихачёвых) — выходцы Псковской губернии. Многие годы занимались охотой, выращивали специальных охотничьих собак (пойнтер, сеттер-гордон, лаверак), многие из которых становились чемпионами на Всероссийских полевых испытаниях охотничьих собак. Крёстным отцом Старостина был текстильный фабрикант Алексей Назарович Грибов, который охотился с его отцом и дядей.
В детстве Старостин был всесторонне спортивно развит, любил лыжи, лёгкую атлетику, бокс, теннис и настольный теннис. Наибольший интерес вызвали футбол, хоккей и конный спорт.
В 1920 году отец умер от сыпного тифа, после чего Андрей Старостин вернулся в Москву и поступил на работу помощником слесаря в Центральных ремонтных мастерских МОЗО, занимавшейся ремонтом тракторов и сборкой сельскохозяйственных орудий труда. После работы вместе с братьями Николаем и Александром, ходил играть в футбол на Девичье Поле в детскую футбольную секцию РГО. Также с братьями играл в театральной секции при Боткинской больнице.

### Карьера игрока
Начал играть в 1922 году в Москве в клубной команде МКС.
Выступал за московские клубы «Красная Пресня» (1923—1925), «Пищевики» (1926—1930), «Промкооперация» (1931, 1934), «Дукат» (1932—1933), «Спартак» (1935—1942, капитан команды в 1937—1940).
Чемпион РСФСР 1931 г. Чемпион СССР 1935 (5 игр, 1 гол), 1936 (осень), 1938, 1939 гг. 2-й призёр чемпионата СССР 1937, 3-й призёр — 1936 (в), 1940. В чемпионатах СССР — 93 матча, 4 гола.
Обладатель Кубка СССР 1938, 1939 г. г.
В «33-х» (журнал «ФиС»)— № 3 (1930), в списках 33 — № 1 (1933) и 55 лучших футболистов СССР — № 1 (1938).
Выступал за сборную Москвы — 1933-40, РСФСР — 1931-34. За сборную СССР сыграл 10 неофициальных матчей в 1932-35 годах, все против сборной Турции.
Снялся в роли самого себя в фильме «Подкидыш».
Участник матчей с зарубежными профессиональными футбольными командами — «Жиденице» (Брно, Чехословакия) в 1934 году, сборной Праги в 1935 году, «Расингом» (Париж, Франция) 1 января 1936 года, командами Болгарии в 1940 году.
Отличался тонким тактическим чутьём, смелостью в единоборствах. Хорошо играл головой, обладал сильным ударом с правой ноги.
Хорошо играл в хоккей с мячом полузащитником. В сборной Москвы — 1929-35. 2-й призёр чемпионата СССР 1935. Чемпион РСФСР 1932, 1934. Чемпион Москвы 1927, 1928.
Репрессирован в 1942 году и отправлен в Норильлаг.
Вошёл в символическую сборную СССР за 50 лет (1967).
Награждён орденами Знак Почёта (22.07.1937), Дружбы народов (1980), Трудового Красного Знамени (1985).
Автор книг «Большой футбол» (М., 1957, 1959, 1964), «Повесть о футболе» (М., 1973), «Встречи на футбольной орбите» (М., 1978, 1980), «Флагман футбола» (М., 1988).
Скончался 22 октября 1987 года, похоронен на Ваганьковском кладбище (7 уч.), рядом с братом. На том же кладбище были похоронены и остальные братья.

### Карьера функционера и тренера
- Старший тренер команды «Динамо» Норильск (1944—1953).
- Начальник сборной СССР (1960—1964, 1968—1970).
- Ответственный секретарь Федерации футбола СССР (1959—1961).
- Заместитель председателя Федерации футбола СССР (1961—1964).
- Заведующий отделом футбола Всесоюзного Совета ДСО профсоюзов (1964—1967).
- Заведующий отделом спортигр ЦС «Спартак» (1969—1987).
- Председатель тренерского совета Федерации футбола СССР (1967—1987).
- Председатель Федерации футбола Москвы (1971—1987).

## Цитаты об Андрее Старостине
Лев Иванович Филатов, 1991 год:

За несколько десятилетий, прошедших после того, как играл Андрей, я не видел равного ему капитана. Возможно, были капитаны, которые незаметно подсказывали, одобряли или одергивали товарищей. Андрей капитанствовал на глазах у трибун. Выразительная, прямо-таки театральная жестикуляция, выговор, похвала, обращение к судье, распоряжение, как ставить «стенку», назначение бьющего штрафной или пенальти — все шло от него, и публика в заковыристые моменты искала его глазами, желая узнать, что же произошло, что предпримет, как поведет себя капитан. И тут у книжных подростков, какими были мои одноклассники и я в том числе, легко разыгрывалась фантазия: Колумб, Магеллан, Грант, Немо, Гаттерас…Или бунт на борту обнаружив,
Из-за пояса рвет пистолет,
Так, что сыплется золото с кружев,
С розоватых брабантских манжет...
Разве трусам даны эти руки,
Этот острый уверенный взгляд,
Что умеет на вражьи фелуки
Неожиданно бросить фрегат.Николай Гумилёв

Виктор Иванович Дубинин, динамовец, игрок и тренер, вспоминал однажды:

«Динамо» — «Спартак» в чемпионате 1939 года. Игра идет к концу с перевесом «Динамо» 1:0. И надо же было Михаилу Якушину, в ответ на один из последних отчаянных зычных, на весь стадион, призывов Андрея Старостина в сторону нападения: «Володя! Играть будете?!», глядя на Андрея, усмехаясь и потирая руки, сказать: «Кажется, готовы!». Внезапно произошла яростная вспышка. Андрей рявкнул: «Да я вас один обыграю», и, перехватив мяч, ринулся к воротам «Динамо», увлекая за собой всю свою команду. Сам гола не забил, но пенальти заработал и положение спас.

Евгений Евтушенко, 2009 год:

Колоссальное впечатление производили Старостины, особенно Андрей Петрович. Прекрасно знал литературу. Это был человек, полный достоинства. Необычайно красивый.

Вагиз Хидиятуллин, 2009 год:

— У Бескова такой советчик был? 
— И тоже — лишь один, Андрей Петрович Старостин. С ним Бесков обожал разговаривать. С Николаем Петровичем подолгу беседовать ему было сложнее, тот вообще не употреблял, только чай с баранками. А с Андреем Петровичем засиживались до утра. Бывало, выходил Старостин под утро на крыльцо: «Костя! Всякая компания расходится для того, чтоб собраться вновь». До сих пор вспоминаю его размеренную походку, руку в кармане брюк, острословие…

## Братья
- Николай Старостин (1902—1996)
- Александр Старостин (1903—1981)
- Пётр Старостин (1909—1993)

## Потомки
- Жена — Ольга Николаевна Кононова (1911—после 2001)[13], актриса театра «Ромэн». В 40-е годы Кононова была арестована и провела в лагерях несколько лет. По словам дочери, Н. А. Старостиной, «мама вернулась, когда мне было пять лет — ей, слава Богу, дали бытовую статью за взятку охраннику. Она хотела передать какие-то именные часы, её и посадили по этому делу»[14]. Ольге Кононовой посвящено стихотворение Эдуарда Асадова «Ее любовь» (Ах, как бурен цыганский танец!).
- Дочь — Наталья Старостина (1942 г. р.)
- Внучка — Елизавета Дорошевич
- Правнучка — Елена Старостина